# 安達爾加拉縣

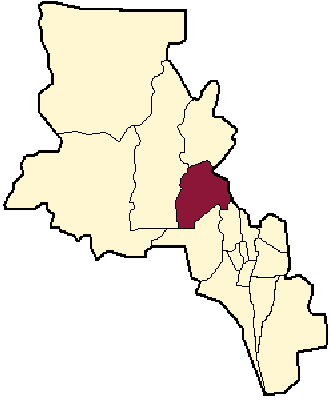

27°36′S 66°19′W / 27.600°S 66.317°W
安達爾加拉縣（西班牙語：Departamento Andalgalá），是阿根廷的縣份，位於該國東北部卡塔馬卡省，首府設於安達爾加拉，始建於1822年3月1日，面積4,497平方公里，2010年人口18,132，人口密度每平方公里4.03人。